# Joyce Walker
Joyce Walker (ur. 4 stycznia 1921) –  australijska lekkoatletka, medalistka igrzysk Imperium Brytyjskiego.
Zdobyła srebrny medal w biegu na 100 jardów na igrzyskach Imperium Brytyjskiego w 1938 w Sydney, przegrywając tylko ze swą koleżanką z reprezentacji Australii Decimą Norman, a wyprzedzając Mildred Dolson z Kanady.
Przygotowywała się do igrzyskach olimpijskich w 1940 w Helsinkach, lecz nie odbyły się one wskutek wybuchu II wojny światowej.
W swym jedynym starcie w mistrzostwach Australii w 1937/1938 zajęła 4. miejsce w biegu na 100 jardów. Zdobyła kilka złotych medali na mistrzostwach Nowej Południowej Walii.
12 maja 1941 w Swan Hill przebiegła 220 jardów w czasie 24,1 s, który był lepszy od rekordu świata. Wynik ten jednak nie został uznany oficjalnie za nowy rekord, choć był rekordem Australii.